# Hans Jacob Nilsen

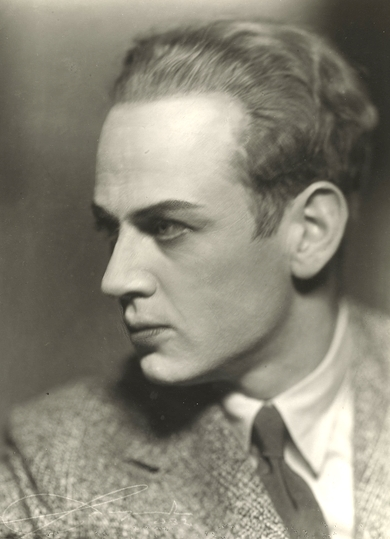
Hans Jacob Nilsen 1932.

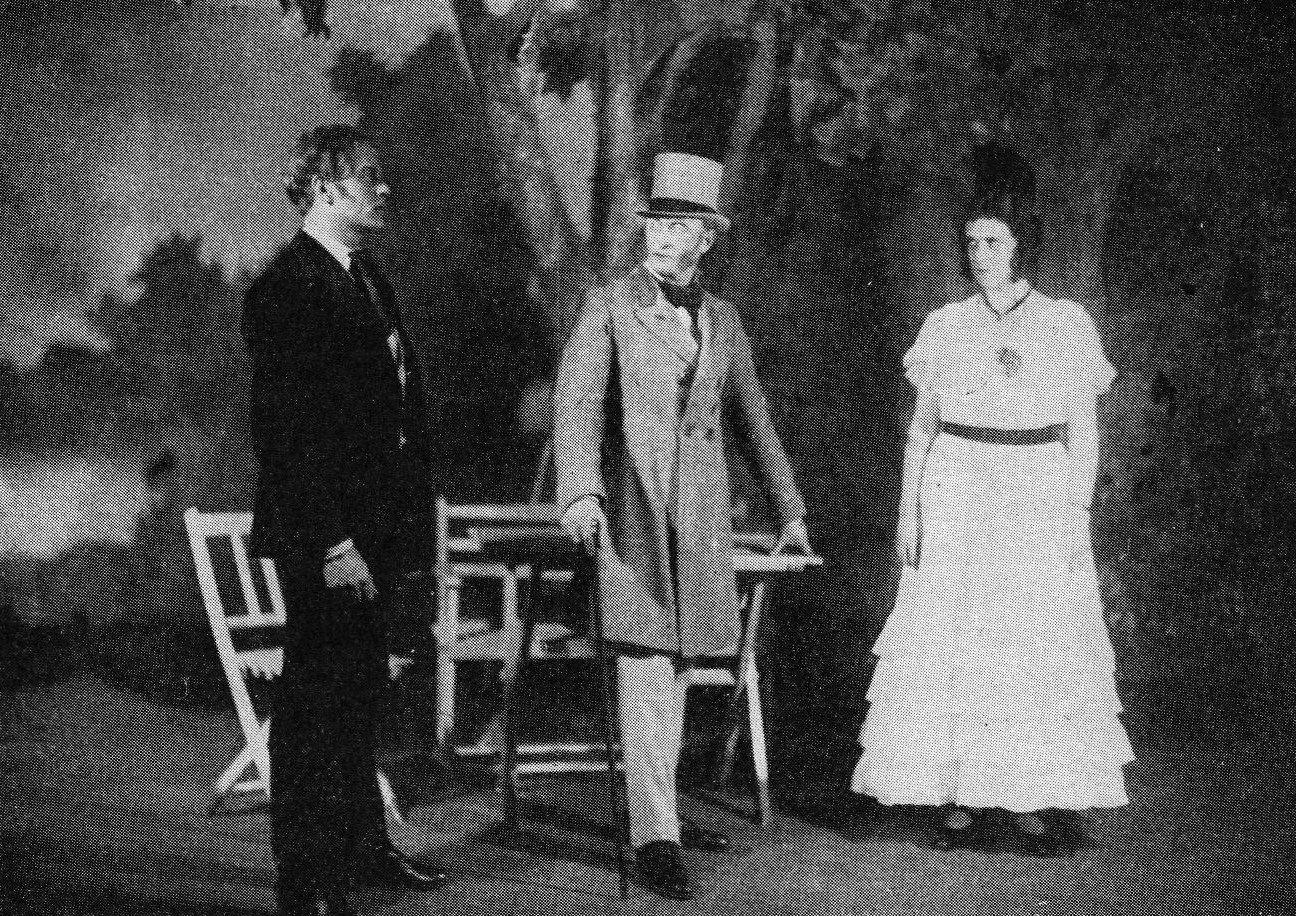
Hans Jacob Nilsen (t.v.) som Falk mot Thoralf Klouman och Ellen Isefiær i Ibsens Kjærlighedens komedie på Centralteatret 1928.

Hans Jacob Nilsen, född den 8 november 1897 i Fredrikstad, död den 6 mars 1957 i Oslo, var en norsk skådespelare och teaterchef.
Nilsen debuterade 1922 vid Agnes Mowinckels turné som Nils Stenssøn i Henrik Ibsens Fru Inger til Østraat. Han slog igenom på Centralteatret 1928 som Falk i Kjærlighedens komedie. Han var skådespelare vid Nationaltheatret 1928–1933, där han särskilt gjorde sig bemärkt i karaktärsroller. Senare gjorde han sin huvudinsats som en dristig och nytänkande instruktör och teaterchef vid Det Norske Teatret (1933–1934 och 1946–1950), Den Nationale Scene (1934–1939) och Folketeatret (1952–1955).
I Bergen satte han upp skådespel som Pär Lagerkvists Bödeln, Nordahl Griegs Vår ære og vår makt och Karel Čapeks Insekternas liv. Bland hans banbrytande föreställningar på Det Norske Teatret märks Jeppe på berget och Peer Gynt. Som flykting under andra världskriget arbetade han vid Fri norsk scene. Hans mest betydande insats som skådespelare under de sista decennierna av sitt liv var Hamlet på Nationaltheatret och Kronborg 1946, Peer Gynt på Det Norske Teatret 1948 och Othello på Folketeatret 1955. Bland hans iscensättningar på Folketeatret kan nämnas Ibsens Brand.
Nilsen filmdebuterade i Syndare i sommarsol (1934), och är särskilt ihågkommen som den förtvivlade Berger i Tancred Ibsens To levende og en død (1937) efter Sigurd Christiansens roman. Han regisserade och spelade huvudrollen i Tarjei Vesaas-filmatiseringen Dei svarte hestane (1951).

## Filmografi (urval)
- 1934 – Syndare i sommarsol
- 1937 – To levende og en død
- 1951 – Dei svarte hestane

## Teater

### Regi (ej komplett)
| År   | Produktion  | Upphovsmän | Teater         |
| ---- | ----------- | ---------- | -------------- |
| 1941 | På solsidan | Helge Krog | Blancheteatern |